# Reggie Lee
Reggie Lee (Quezon City, oktober 1974) is een Filipijns-Amerikaans acteur. Hij is vooral bekend geworden door zijn rol als William Kim in de populaire dramaserie Prison Break. Hij speelde verder in twee Pirates of the Caribbean-films en in de film The Fast and the Furious.

## Biografie
Lee werd geboren in Quezon City in de Filipijnen. Lee is de oudste van drie zoons. Naast Engels spreekt Lee zijn moedertaal Tagalog en Kantonees. Als kind verhuisde Lee met zijn familie naar de stad Cleveland in Ohio, waar hij op een Franciscaanse High School zat.
In de jaren 90 verhuisde Lee naar Los Angeles waarna hij meteen op een nationale tour ging met zijn musical Headstrings en later in Miss Saigon. Dankzij zijn succes op het podium kon hij naar Broadway, waarna hij gecast voor de Tony Award-winnende musical Carousel. In 1997 ontving hij een Dramalogue Critics Award voor zijn prestatie in F.O.B East West Player. Na zijn succes op de planken was televisie Lee zijn volgende doel. In 10 jaar tijd had hij gastoptredens gedaan op vele televisieshows, zoals ER, Ellen Again, Strong Medicine, Mad About You, Walker, Texas Ranger, Diagnosis Murder, Chicago Hope, Beverly Hills, 90210, Babylon 5, Party of Five, Blind Justice en Night Stalker.
Sinds zijn rol als Lance Nguyen, de slangenhuiddragende, motorrijdende, koelbloedige killer - in Universals The Fast and the Furious, heeft Lee al veel succes geboekt op het witte doek. Hij speelt een hoofdrol in Pirates of the Caribbean: At World's End, het derde deel van Walt Disney Pictures' Pirates of the Caribbean. Lee speelt ook special agent William Kim in de populaire FOX-dramaserie Prison Break.
Lee verscheen ook in de nieuwe Sony Pictures Classics' film Masked and Anonymous met Bob Dylan, had een hoofdrol in de Sci-Fi Channel-thriller Frankenfish en speelde in X.C.U. (Extreme Close-Up) met Sarah Chalke.
Naast films speelde Lee ook de rol van Zhing Zhang in de FOX comedy LUIS met Luis Guzmán. Hij was Officer Jim Chang in Lifetimes The Division, Dr. Oliver Lee in Judging Amy (CBS) en Assistant District Attorney Brian Chin in Philly (ABC).
Lee's toewijding aan de Aziatische gemeenschap en andere minderheden overtreft zijn acteerwerk en brengt hem tevens achter de schermen. Hij is momenteel scripts aan het ontwikkelen met daarin minderheden in niet-stereotype rollen voor zijn eigen filmstudio.
Buiten de camera's is Lee een atleet; van wedstrijdtennisser tot wandelaar, hij is een echte sport- en fitnessfanatiekeling.

## Filmografie
1. The Lincoln Lawyer (2022) - Angelo Soto
2. Grimm (2011–2017) – Agent Wu
3. The Dark Knight Rises (2012) – Ross
4. Persons Unknown (2010) – Tom X
5. Drag Me to Hell (2009) – Stu Rubin
6. Star Trek (2009) – Test Administrator
7. Tropic Thunder (2008) – Byong
8. Dimples (2008) – Dr. Ross Hammer
9. Chinaman's Chance (2008) – Sing
10. Pirates of the Caribbean: At World's End (2007) – Tai Huang
11. Prison Break – Secret Service Special Agent William 'Bill' Kim (15 episodes, 2006–2007)
12. Pirates of the Caribbean: Dead Man's Chest (2006) – Hadras
13. Night Stalker – Stanley Kim (1 episode, 2006)
14. Amateur (2005/II) – Ron Harper
15. Blind Justice – Don Yun (1 episode, 2005)
16. Frankenfish (2004) – Anton
17. Coming In (2004) – Duke
18. Luis (2003) – Zhing Zhang
19. The Division – Officer Jim Chang (4 episodes, 2001–2003)
20. Net Games (2003) – Laurence
21. Masked and Anonymous (2003) – gewapende man
22. Strong Medicine – Dr. Nakashima (1 episode, 2002)
23. Judging Amy – Dr. Oliver Lee (2 episodes, 2001–2002)
24. The First $20 Million Is Always the Hardest (2002) – Suit
25. Philly – Brian Chin (2 episodes, 2001–2002)
26. Reality School (2002) – Student
27. Black Hole (2002) – Justin
28. The Parlor (2001) – Slappy Sue
29. The Ellen Show – Kwan (1 episode, 2001)
30. The Fast and the Furious (2001) – Lance Nguyen
31. XCU: Extreme Close Up (2001) – Nuey Phan
32. Drift (2000/I) – Ryan (als R.T. Lee)
33. Chicago Hope – Sam (1 episode, 2000)
34. Walker, Texas Ranger – Chan (1 episode, 2000)
35. Psycho Beach Party (2000) – Dancer
36. Southstreet Lullaby (2000) – Mahler Greeter
37. Sons of Thunder – Bad Guy (1 episode, 1999)
38. Two of a Kind – Waiter (1 episode, 1999)
39. The Big Blind (1999)
40. Beverly Hills, 90210 – Richard (1 episode, 1998)
41. Seven Days – Duncan (1 episode, 1998)
42. Mad About You – Gardner's Assistant (1 episode, 1998)
43. Hyperion Bay – Lives-on-Pizza (1 episode, 1998)
44. Sister, Sister – Lawson Hicks (1 episode, 1998)
45. ER – Christian (1 episode, 1998)
46. The Wayans Bros. – Reporter #2 (1 episode, 1998)
47. Babylon 5 – Chen Hikaru (1 episode, 1998)
48. The Journey of Allen Strange (1997) – Zero (televisieserie, enkele afleveringen)
49. Moloney – Ramon (1 episode, 1997)
50. Dangerous Minds – Student (1 episode, 1997)
51. Diagnosis Murder – Kim Ho (1 episode, 1996)